# 對馬芳哲
對馬 芳哲（つしま よしのり、1984年9月18日 - ）は、日本の男性声優。Honey Rush所属。栃木県出身。東京アニメーター学院声優タレント本科卒業。

## 人物
- 作新学院高等学校に空手部の特待生として入学。2年、3年と団体組手にて栃木県優勝を果たしており、インターハイ出場経験を持つ。
- 高校卒業後はALSOK系列の会社で警備員をしていたが、栃木県警の警察官に転職した部隊の元隊長に「お前も警察官の試験受けてみないか。」と誘われ、採用試験を受け見事合格した。しかし、これが今後の自分と自分のやりたい事を見直す切っ掛けとなり、結局は警察官にはならなかった。
- 2009年に東京にある東京アニメーター学院の声優科に入学。
- 当時はこの業界に関して全く知識がなく、ゲームやアニメの仕事と舞台での演劇が全く結びついておらず、専門学校での練習内容に驚愕していたとのこと。
- 2010年にオーディションに合格し、TVアニメ『おおかみかくし』で在学中に声優デビューした。
- 2011年にHoney Rush所属が決まる。
- ゲームが好きな様で、Twitterのつぶやきはほとんどがゲームに関するものである。

## 出演

### テレビアニメ
2010年
- おおかみかくし（男子生徒）

2012年
- だから僕は、Hができない。（指揮官、兵士）
- 蒼い世界の中心で（ボイズ＝ブル、兵士）

2013年
- 閃乱カグラ（不良）
- 八犬伝―東方八犬異聞―（村人）
- レゴ チーマ 〜アニマル戦士たちの伝説〜（2013年 - 2014年、ゴーザン、ランク、マンガス 他）
- フリージング ヴァイブレーション（高官）

2014年
- ウィザード・バリスターズ 弁魔士セシル
- Persona4 the Golden ANIMATION（コメンテーター）

### アダルトアニメ
- 放課後Initiation vol.1（2017年）
- Zトン人外アニメーション A Beautiful Greed Nulu Nulu（2017年、フミ）
- PINKERTON VOL.1、3（2017年 - 2018年）
- 妻が温泉でサークル仲間の肉便器になったのですが… ANIME EDITION（2017年、坂崎）
- SWAMP STAMP ANiME EDiTiON（2017年）
- いちごショコラふれーばー 1、2（2018年）
- 放課後の優等生 1（2018年、叔父さん）
- Implicity I、Ⅱ（2018年、タキ、職員）
- Tinderbox 1、2（2019年）
- はさんであげる 2（2019年、田辺）

### Webアニメ
- ギフト±（2018年、元囚人）

### 一般ゲーム
時期不明
- ポートロイヤル3（チュートリアルナレーション）

2012年
- Borderlands 2
- DIABOLIK LOVERS
- トロピコ4日本語版（ロドリゲス将軍、キース・プレスト）
- でんぢゃらすじーさんと1000人のお友だち邪

2013年
- BioShock Infinite

2017年
- デウスエクス マンカインド・ディバイデッド（施設ドローン 他）
- 初恋*シンドローム 全年齢本編無料版

2018年
- タユタマ2 -you're the only one-（西条穣一郎） - PS4 / PS Vita版

### アダルトゲーム
2010年
- Hello,good-bye（マスター）

2011年
- 現在もいつかもふぁるなルナ
- ダイヤミック・デイズ（店長、ヤクザ）

2012年
- 花色ヘプタグラム
- 創世奇譚アエリアル

2013年
- ツゴウノイイ家族

2014年
- 世界と世界の真ん中で（老数学者）
- 運命線上のφ（デビッド守田）

2015年
- 恋想リレーション（峯田、AK団筆頭）
- コドモノアソビ（魚尾篤郎）

2016年
- タユタマ2 -you're the only one- / -After Stories-（2016年 - 2017年、西条穣一郎）- 2作品
- シンソウノイズ〜受信探偵の事件簿〜（村岡先生、男子生徒）
- 姫恋*シュクレーヌ!
- Corona Blossom vol.1 - 3（2016年 - 2017年、乾湯主人 他）- 3作品

2017年
- ノンケ一発食べ放題（学の上司、SM店スタッフ）
- Girls HERO（学校長 他）
- 初恋*シンドローム

2019年
- 若葉色のカルテット

2020年
- 風雷戦姫 神夢（岩乱）
- 火箭ゆるすまぢ！ そしらぬ笑顔と汚れた下着（間男）

2022年
- ジュエリー・ハーツ・アカデミア -We will wing wonder world-（ヴェオ）
- ガールズフランティッククラン（八巻倫次）

### ドラマCD
- ドラマCD Hello,good-bye 〜ありふれた奇跡をあなたへ〜（2011年、マスター）
- 盗聴探偵物語 第4話（記者）
- 魔術士オーフェン
  - しゃべる無謀編3（青年団、アーバイン）
  - しゃべる無謀編6
- ぽけっと☆どらまCD「秘め事カレシ」

### テレビドラマ
- 武蔵忍法伝 忍者烈風（2017年、三ツ目鬼の声、囁鬼の声）

### ラジオ
- ラジオFM千代田「神保町ラジオドラマ愛する君へ」（お父さん）
- 大下孝太のTRIAL&ERROR（サブパーソナリティー）

### ナレーション
- ジアス立川店（店内外宣伝ナレーション）
- 宝島社「自分に合った介護保険の利用のすべて」
- 宝島社「マドンナヒストリーDVDBOX」
- 「害虫忌避剤サラバース」（店頭PV）
- コニカミノルタ「写真補正ソフトきれいカメラシリーズ」（店頭PV）
- バスクリン「インセント スカルプニョッキ」（店頭PV）
- チバテレビ「熱いぜ！！不動産投資『スピリタスエリアをいく』〜世界で一番熱い土地の戦い〜」
- 凸版印刷「NIPPON GALLERY TABIDO MARUNOUCHI」のご紹介

### テレビCM
- グノシー「総額200万円争奪クイズ大会」ナレーション

### 歌
- Let's Chance With Our Stance（中央FM84.0「大下孝太のTRIAL&ERROR」番組テーマ曲）